# 潔溪翎電鰻
潔溪翎電鰻，為輻鰭魚綱電鰻目線鰭電鰻亞目線翎電鰻科的其中一種，分布於南美洲哥倫比亞的淡水流域，體具有發電細胞，用來追蹤獵物及溝通，體長可達25.3公分，棲息在底中層水域，生活習性不明。